# RIMS1
La proteína de regulación de la exocitosis-1 de la membrana sináptica  (Regulating synaptic membrane exocytosis protein, RIMS1) es una proteína de andamiaje que se encuentra en el sector presináptico (botón sináptico). 
La reguladora RIM actúa sinérgicamente con otras proteínas, en el proceso de liberación de los neurotransmisores ubicados dentro de las vesículas sinápticas.

## Estructura
Todas las RIM exhiben múltiples interacciones que organizan la zona activa, y desempeñan múltiples funciones en la regulación de la liberación de neurotransmisores y en los procesos de plasticidad presináptica.
 La proteína reguladora RIMS1 humana es una cadena de 1600 aminoácidos con un peso de molécula de 189 000 daltons. 

Primaria
- Región inicial: aminoácidos 1-21

- RabBD: aa 22-182

- FYVE: aa 110-170 pequeño módulo de unión de zinc

- PDZ: aa 605-691

- C2-(1): aa 742-865

- Región media: aa 866-1537

- C2-(2): aa 1538-1656

- Región terminal: aa 1657-1692

Secundaria
Dominios
- Hélice alfa (α)

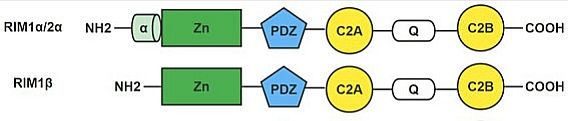
Dominios de RIM.
Zn, dedo de zinc.
PDZ.
C2

- dominio de dedo de zinc (ZF) N-terminal rodeado de α-hélices
- dominio PDZ
- dos dominios tipo C2  (los dominios C2-A y C2-B) en el sector C-terminal, con una secuencia conservada rica en prolina entre ellos.

El dominio ZF y secuencias adyacentes, se une a Rab3 y a Munc13-1, una proteína grande de la zona activa con un papel crítico en el cebado de vesículas sinápticas.
los dominios del extremo N al menos C son: 
- una estructura de dedo de zinc envuelta helicoidalmente α, (FYVE/ZF). FYVE acronimo de las cuatro proteínas ricas en cisteína: Fab 1, Y OTB, V ac 1 (proteína transportadora de vesículas) y E EA1.

- un dominio PDZ, (un acrónimo que combina las primeras letras de tres proteínas: una proteína de densidad postsináptica (PSD95), una supresora de tumores en Drosophila (DlgA), y la proteína zonula occludens-1 zo-1). Secuencia de 80 a 90 aminoácidos con 6 hebras β que forman dos láminas antiparalelas opuestas, flanqueadas por dos hélices α. Media la formación de complejos proteicos en la membrana, con localización de sus ligandos en el dominio apropiado de la membrana plasmática. Ayuda a anclar proteínas transmembrana al citoesqueleto y mantener unidos los complejos de señalización.[5]

- dos dominios C2 en el extremo C-terminal. C2 es un módulo proteico de aproximadamente 120 aminoácidos presente en diferentes PLC. Posee 8 láminas β antiparalelas con un par de láminas beta de 4 cadenas, que definen 3 bucles esenciales para la unión del calcio. Se ha propuesto que el dominio C2 puede interactúar, facilitando la fijación de las enzimas a la membrana plasmática, importante para la correcta orientación del desarrollo de dominio catalítico.[6]
- una secuencia conservada rica en prolina entre las C2.

## Genética

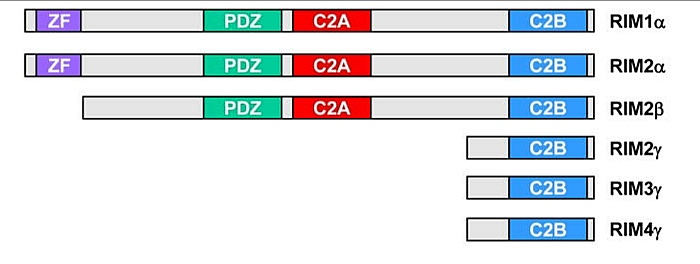
Estructura Primaria de las RIM que son codificadas.

En vertebrados RIM está codificada por cuatro genes: RIM1, RIM 2, RIM 3 y RIM 4 hidroxilasa. Estos genes codifican siete isoformas de RIM: RIM1α y 1β; RIM2α, 2β y 2γ; RIM3γ; y RIM4γ.
El papel de RIM se conoce en la liberación de neurotransmisores: la promoción del acoplamiento, la preparación y la fusión de vesículas sinápticas.
La proteína RIMS1 en los humanos está codificada por el gen RIMS1.

## Función
La reguladora RIM es una importante proteína de andamiaje. Interactúa estrechamente con otras proteínas de la zona activa (AZ) del botón sináptico, afecta el anclaje y la fusión de las vesículas sinápticas (SV), regula la liberación de neurotransmisores y puede alterar la plasticidad de las sinapsis.

RAB3A (MIM 179490), miembro de la superfamilia de genes Ras, es una proteína de vesícula sináptica que regula la exocitosis de vesícula sináptica. MUNC13 (UNC13; MIM 605836) y sus isoformas son necesarias para preparar vesículas sinápticas para la exocitosis. La familia RIM de proteínas de la zona activa probablemente funcione como andamios de proteínas que ayudan a regular la exocitosis vesicular durante la plasticidad a corto plazo.

## Interacciones
Se ha demostrado que RIMS1 interactúa con: 
- ERC2,[15]
- RAB3A,[16]
- UNC13A,[17]
- UNC13B,[18][19] y
- YHHAH[20]

## Lectura adicional
- «Localization of a gene (CORD7) for a dominant cone-rod dystrophy to chromosome 6q». Am. J. Hum. Genet. 63 (1): 274-9. 1998. PMC 1377229. PMID 9634506. doi:10.1086/301905.
- «Functional interaction of the active zone proteins Munc13-1 and RIM1 in synaptic vesicle priming». Neuron 30 (1): 183-96. 2001. PMID 11343654. doi:10.1016/S0896-6273(01)00272-0.
- «HIV Nef-mediated cellular phenotypes are differentially expressed as a function of intracellular Nef concentrations». J. Biol. Chem. 276 (35): 32763-70. 2001. PMID 11438519. doi:10.1074/jbc.M101025200.
- «Mutations of either or both Cys876 and Cys888 residues of sarcoplasmic reticulum Ca2+-ATPase result in a complete loss of Ca2+ transport activity without a loss of Ca2+-dependent ATPase activity. Role of the CYS876-CYS888 disulfide bond». J. Biol. Chem. 276 (35): 32771-8. 2001. PMID 11438520. doi:10.1074/jbc.M101229200.
- «Induction of neurite outgrowth in PC12 cells by alpha -phenyl-N-tert-butylnitron through activation of protein kinase C and the Ras-extracellular signal-regulated kinase pathway». J. Biol. Chem. 276 (35): 32779-85. 2001. PMID 11438521. doi:10.1074/jbc.M101403200.
- «Actin cytoskeletal association of cytohesin-1 is regulated by specific phosphorylation of its carboxyl-terminal polybasic domain». J. Biol. Chem. 276 (40): 37472-81. 2001. PMID 11438522. doi:10.1074/jbc.M101502200.
- «RIM1alpha forms a protein scaffold for regulating neurotransmitter release at the active zone». Nature 415 (6869): 321-6. 2002. PMID 11797009. doi:10.1038/415321a.
- «Cast: a novel protein of the cytomatrix at the active zone of synapses that forms a ternary complex with RIM1 and munc13-1». J. Cell Biol. 158 (3): 577-90. 2002. PMC 2173811. PMID 12163476. doi:10.1083/jcb.200202083.
- «A family of RIM-binding proteins regulated by alternative splicing: Implications for the genesis of synaptic active zones». Proc. Natl. Acad. Sci. U.S.A. 99 (22): 14464-9. 2002. PMC 137906. PMID 12391317. doi:10.1073/pnas.182532999.
- «Distinct Rab binding specificity of Rim1, Rim2, rabphilin, and Noc2. Identification of a critical determinant of Rab3A/Rab27A recognition by Rim2». J. Biol. Chem. 278 (17): 15373-80. 2003. PMID 12578829. doi:10.1074/jbc.M212341200.
- «Genomic definition of RIM proteins: evolutionary amplification of a family of synaptic regulatory proteins( small star, filled )». Genomics 81 (2): 126-37. 2003. PMID 12620390. doi:10.1016/S0888-7543(02)00024-1.
- «Genomic organisation and alternative splicing of human RIM1, a gene implicated in autosomal dominant cone-rod dystrophy (CORD7)». Genomics 81 (3): 304-14. 2003. PMID 12659814. doi:10.1016/S0888-7543(03)00010-7.
- «Rim, a component of the presynaptic active zone and modulator of exocytosis, binds 14-3-3 through its N terminus». J. Biol. Chem. 278 (40): 38301-9. 2003. PMID 12871946. doi:10.1074/jbc.M212801200.
- «Physical and functional interaction of the active zone proteins, CAST, RIM1, and Bassoon, in neurotransmitter release». J. Cell Biol. 164 (2): 301-11. 2004. PMC 2172332. PMID 14734538. doi:10.1083/jcb.200307101.
- «Large-scale characterization of HeLa cell nuclear phosphoproteins». Proc. Natl. Acad. Sci. U.S.A. 101 (33): 12130-5. 2004. PMC 514446. PMID 15302935. doi:10.1073/pnas.0404720101.
- «Molecular analysis of RIM1 in autosomal recessive Retinitis pigmentosa». Ophthalmic Res. 37 (2): 89-93. 2005. PMID 15746564. doi:10.1159/000084250.
- «Genetic enhancement of cognition in a kindred with cone–rod dystrophy due to RIMS1 mutation». J. Med. Genet. 44 (6): 373-80. 2007. PMC 2740882. PMID 17237123. doi:10.1136/jmg.2006.047407.

- Datos: Q18036647